# Adjékoria
Adjékoria (auch: Adjé Koria, Adjé Korya, Adjiekoria, Agékoria, Agé Koria, Ajékoria, Ajé Koria) ist eine Landgemeinde im Departement Dakoro in Niger.

## Geographie
Adjékoria liegt in der Sahelzone. Die Nachbargemeinden sind Birni Lallé und Korahane im Norden, Kornaka im Osten, Sabon-Machi im Süden sowie Babankatami und Ourno im Westen. Bei den Siedlungen im Gemeindegebiet handelt es sich um 77 Dörfer, 64 Weiler, drei Lager und drei Wasserstellen. Der Hauptort der Landgemeinde ist das Dorf Adjékoria. Es liegt auf einer Höhe von 413 m.

## Geschichte
Das Gebiet von Adjékoria wurde im ersten Drittel des 20. Jahrhunderts von Menschen besiedelt, die vom trockenen Norden immer weiter Richtung Süden zogen. Die Landgemeinde Adjékoria ging als Verwaltungseinheit 2002 im Zuge einer landesweiten Verwaltungsreform aus dem nordwestlichen Teil des Kantons Kornaka hervor.

## Bevölkerung
Bei der Volkszählung 2012 hatte die Landgemeinde 79.108 Einwohner, die in 10.012 Haushalten lebten. Bei der Volkszählung 2001 betrug die Einwohnerzahl 51.502 in 6859 Haushalten.
Im Hauptort lebten bei der Volkszählung 2012 2442 Einwohner in 309 Haushalten, bei der Volkszählung 2001 891 in 119 Haushalten und bei der Volkszählung 1988 1265 in 208 Haushalten.
In ethnischer Hinsicht ist die Gemeinde ein Siedlungsgebiet von Gobirawa, Katsinawa und Tuareg.

## Politik
Der Gemeinderat (conseil municipal) hat 20 gewählte Mitglieder. Mit den Kommunalwahlen 2020 sind die Sitze im Gemeinderat wie folgt verteilt: 9 PNDS-Tarayya, 3 MODEN-FA Lumana Africa, 3 MPR-Jamhuriya, 2 MPN-Kiishin Kassa, 1 ADD-Zakara, 1 CPR-Inganci und 1 MDEN-Falala.
Jeweils ein traditioneller Ortsvorsteher (chef traditionnel) steht an der Spitze von 75 Dörfern in der Gemeinde, darunter dem Hauptort.

## Wirtschaft und Infrastruktur

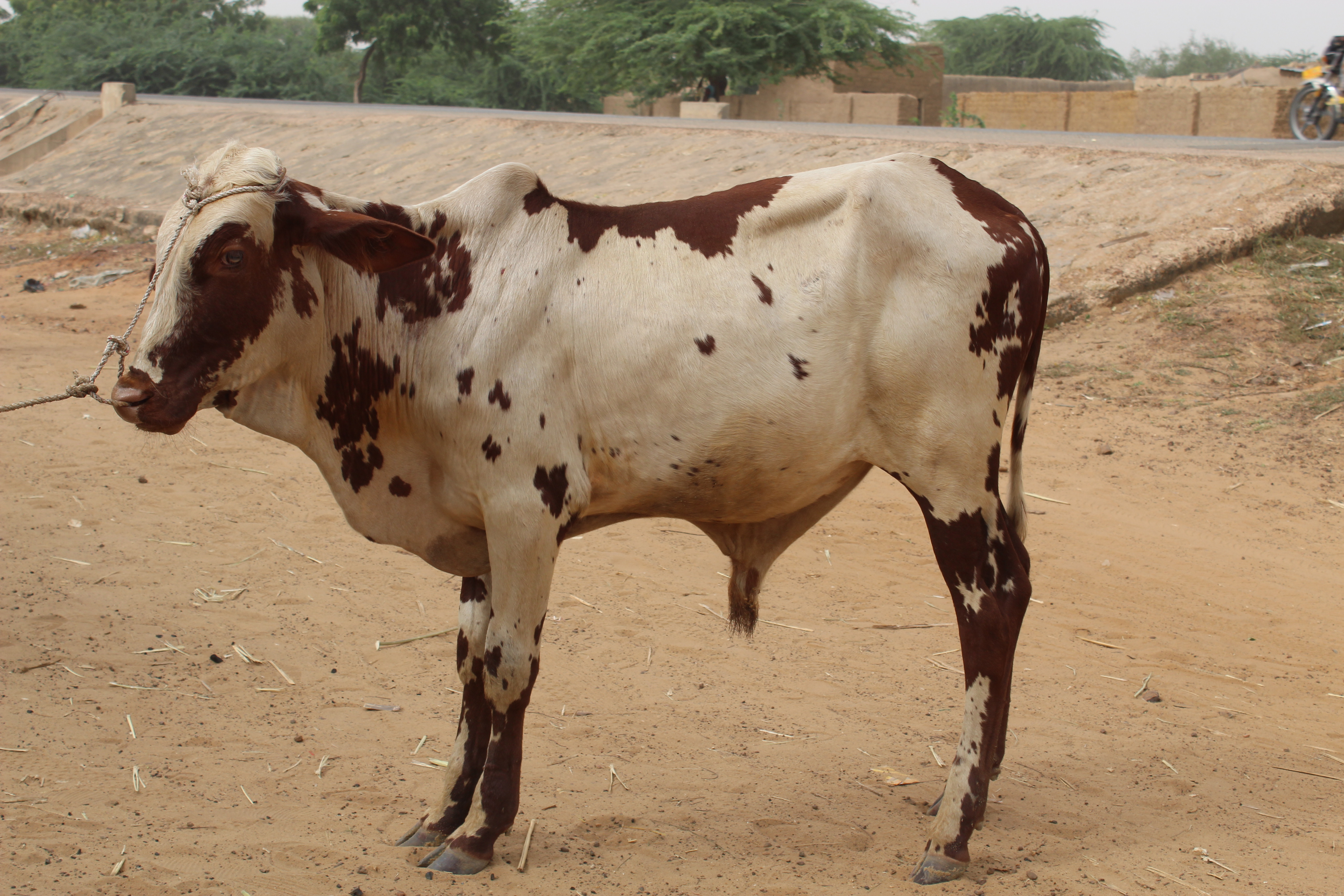
Ein Rind in Adjékoria (2023)

Die Gemeinde liegt großteils in einer Zone, in der Regenfeldbau die vorherrschende Erwerbsform ist. Im Norden beginnt die Zone des Agropastoralismus. Im Hauptort wird es ein bedeutender Markt abgehalten. Einen weiteren Wochenmarkt gibt es im Dorf Kaya Adamou. Die Niederschlagsmessstation von Adjékoria wurde 1981 in Betrieb genommen.
Im Hauptort ist ein Gesundheitszentrum des Typs Centre de Santé Intégré (CSI) vorhanden. Beim Centre de Formation aux Métiers d’Adjékoria (CFM Adjékoria) handelt es sich um ein Berufsausbildungszentrum.
Durch Adjékoria verläuft die Nationalstraße 30, die den Ort mit der Departementshauptstadt Dakoro im Norden und der Landgemeinde Chadakori im Süden verbindet, wo sie auf die Nationalstraße 1 trifft.